# 駐哥倫比亞臺北商務辦事處
駐哥倫比亞臺北商務辦事處（西班牙語：Oficina Comercial de Taipei en Bogota, Colombia），亦稱駐哥倫比亞代表處，是中華民國政府派駐哥倫比亞共和國的代表機構。
辦事處負責推動臺灣與哥倫比亞之間的經濟、貿易、社會、文化、教育、學術等方面的交流合作，以及辦理護照、簽證、文件證明等领事相關業務，並提供僑民服務與旅外國人急難救助，功能等同邦交國的大使館。領事轄區包括哥倫比亞的聖安德烈斯-普羅維登西亞和聖卡塔利娜群島省，並兼轄古巴、巴拿马、委內瑞拉等國家。

## 歷史[6]
1980年2月8日，哥倫比亞與中華民國斷交。
1980年6月14日，中華民國於哥倫比亞首都波哥大設立具大使館功能的駐哥倫比亞遠東商務辦事處（西班牙語：Oficina Comercial del Lejano Orente Bogotá, Colombia），8月26日，與駐哥倫比亞遠東商務辦事處巴兰基亚分處（Agencia de la Oficina Comercial del Lejano Orente Barranquilla, Colombia）同步對外運作。
1990年11月27日，辦事處與分處更名為駐哥倫比亞臺北商務辦事處（西班牙語：Oficina Comercial de Taipei en Bogota, Colombia）、駐哥倫比亞臺北商務辦事處巴蘭幾亞分處（Agencia de la Oficina Comercial de Taipei en Barranquilla, Colombia）。1991年7月1日，駐巴蘭幾亞分處關閉。
1993年5月7日，哥倫比亞貿易推廣局（PROEXPORT）於中華民國首都臺北設立類似功能的哥倫比亞駐臺北商務辦事處（西班牙語：Oficina comercial de Colombia），但沒有向中華民國政府申請登記為外國駐華機構。2002年12月，因預算經費不足關閉運作。

## 外部連結
- 駐哥倫比亞臺北商務辦事處的Facebook、Twitter